# ID2020
 (juin 2020).
Si vous disposez d'ouvrages ou d'articles de référence ou si vous connaissez des sites web de qualité traitant du thème abordé ici, merci de compléter l'article en donnant les références utiles à sa vérifiabilité et en les liant à la section « Notes et références ».
ID2020 est une organisation non gouvernementale qui plaide pour l'identification numérique du milliard de sans-papiers dans le monde et des groupes mal desservis comme les réfugiés. L'ONG était relativement inconnue avant d'être publiée à cause de l’investigation populaire et des recherches liées à la pandémie de COVID-19[réf. nécessaire].
Le consortium réunissait, en mai 2016, 150 entreprises et 11 agences des nations unies.

## Histoire
En mai 2016, au siège des Nations unies à New York, le sommet inaugural ID2020 a réuni plus de 400 personnes pour discuter de la manière de fournir une identité numérique à tous, un objectif de développement durable défini, incluant 1,5 milliard de personnes vivant sans aucune forme d'identification reconnue. Des experts de la blockchain et d'autres technologies cryptographiques se sont joints aux représentants des organismes de normalisation technique pour identifier comment la technologie et d'autres expertises du secteur privé pourraient atteindre l'objectif.
En 2019, ID2020 a lancé un nouveau programme d'identité numérique en collaboration avec le gouvernement du Bangladesh et l'alliance vaccinale Gavi.

## Mission
ID2020 est un consortium public-privé au service de l' objectif de développement durable des Nations unies à l'horizon 2030 de fournir une identité juridique à toutes les personnes, y compris aux populations les plus vulnérables du monde. L'organisation a publié un énoncé de mission en dix points, qui comprend : « Nous pensons que les individus doivent avoir le contrôle de leurs propres identités numériques, y compris la façon dont les données personnelles sont collectées, utilisées et partagées. » Les participants Accenture, Microsoft, Avanade, PricewaterhouseCoopers et Cisco Systems ont apporté leur expertise à ID2020.